# Contenedor mágico
Un contenedor mágico es un antipatrón de desarrollo que surge cuando, por inexperiencia, se crean métodos (o funciones) que sirven a una gran cantidad de propósitos afines.
Este antipatrón se hace evidente cuando se advierten métodos que reciben una enorme cantidad de parámetros muchos de ellos opcionales, de tipos muy generales, arrays o listas y, muchas veces, retornan también más de un valor mediante los parámetros pasados por referencia (punteros en C/C++, parámetros out en c#).

## Motivación
La motivación de quien codifica este código radica en el afán de maximizar la reutilización de una rutina mediante una generalización excesiva. Esto lo lleva a intentar la panacea de lograr la función que "sirve para todo".

## Ejemplo
Un ejemplo común se ve con frecuencia en los cursos de programación universitarios en los que los alumnos crean sus funciones "LlenarGrilla(....)" las cuales les permiten completar grillas (controles visuales) de muchas formas diferentes, ordenadas según ciertas columnas, con filas coloreadas según algunas condiciones, con formatos por columnas, ancho por columnas, con bordes o sin ellos, editables o no, etc. Para lograr esto, una función "LlenarGrilla(....)" debe recibir un número significativo de parámetros, muchos opcional, muchos arrays de objetos, algunos booleanos, otros strings y así según las funcionalidades que los alumnos deseen.
El código final resulta en extremo complejo y difícil de mantener. Cuando surge un nuevo requerimiento, que la función no contempla, solo queda agregar más parámetros a su firma e intentar introducir la nueva característica. Este proceso se repite hasta que se vuelve inviable.